# Cal Caset
Cal Caset és una masia del Prat de Llobregat (Baix Llobregat) inclosa a l'Inventari del Patrimoni Arquitectònic de Catalunya.

## Descripció
Masia que constitueix una variant de la tipologia 1.I de l'esquema de Danés i Torras, amb un cos posterior adossat i cobert a una vessant. Aquest cos presenta una sèrie d'arcs formant galeria, encara que posteriorment foren cegats. La casa té planta baixa, pis i golfes. La seva situació, molt propera a l'aeroport i a la carretera d'accés a aquest, han degradat molt el seu entorn.

## Història
Cal Caset surt esmentat a la Consueta Parroquial de la primera meitat del segle xix. En una altra relació de masies de finals del mateix segle, també és esmentada, afegint-s'hi el sobrenom de "Cal Diví".